# Leslie Jamison
 (novembre 2024).
Si vous disposez d'ouvrages ou d'articles de référence ou si vous connaissez des sites web de qualité traitant du thème abordé ici, merci de compléter l'article en donnant les références utiles à sa vérifiabilité et en les liant à la section « Notes et références ».
Pour les articles homonymes, voir Jamison.
Leslie Jamison est une romancière et essayiste américaine née en 1983.

## Biographie
Leslie Jamison naît en 1983 à Washington aux États-Unis. Elle grandit à Los Angeles avec ses parents et ses deux frères. Ses parents divorcent lorsqu'elle a 11 ans.
Elle étudie notamment dans la prestigieuse université Harvard, d'où elle sort major de promo en 2004. Elle conduit ensuite une thèse en littérature à Yale, dans laquelle elle s'intéresse à la question de la dépendance dans la littérature américaine au XXe siècle.
Elle est l’autrice d’un roman, The Gin Closet, paru aux États-Unis en 2010, et de plusieurs essais. Dans son dernier essai traduit en français, Récits de la soif, elle raconte son combat contre l'alcoolisme et met son expérience en regard d'autres écrivains également sujets à l'addiction.

Elle a été mariée à l'écrivain américain Charles Bock, avec qui elle a une fille. Ils ont divorcé en 2020.

## Œuvres

### Roman
- (en) The Gin Closet, 2010

### Essai
- Examens d'empathie, Pauvert, 2016 ((en) The Empathy Exams, 2014)
- Récits de la soif, Pauvert, 2021